# Massacre de Gujba
Le massacre de Gujba a lieu le 29 septembre 2013 pendant l'insurrection de Boko Haram, dans la localité de Gujba, à 30 kilomètres de la ville de Damaturu, dans l'État de Yobe, au nord-est du pays.

## Déroulement
Dans la nuit du 28 au 29 septembre 2013, à 1 heure du matin, des hommes armés, certains vêtus d'uniformes de l'armée, gagnent le collège agricole de la ville de Gujba à bord de pick-up et de motos. Ils entrent dans les quatre dortoirs des garçons, épargnant celui des filles, et ouvrent le feu sur les étudiants qui y dormaient. Plusieurs prennent la fuite et tentent de se réfugier dans les salles de classe ou à l'extérieur. Mais la fusillade se poursuit en dehors du bâtiment, plusieurs corps sont retrouvés dans les buissons. Des salles de classe sont également incendiées. La plupart des étudiants, plusieurs centaines, parviennent néanmoins à s'enfuir. Mais d'autres sont capturés et conduits par petits groupes à l'extérieur où ils sont abattus,,,.
Selon des sources hospitalières, 40 corps ont été relevés. D'après le doyen de l'établissement, le massacre a fait près de 50 morts. La plupart des victimes étaient âgées de 18 à 22 ans. Les autorités ne donnent pas de bilan mais un officier de l'armée déclare anonymement - n'étant pas autorisé à parler à la presse - que 42 corps et 18 étudiants blessés ont été conduits à l'hôpital de Damaturu. Les autorités nigérianes attribuent l'attaque à Boko Haram,,. Au 1er octobre, le bilan est de 44 morts, 4 blessés et 18 disparus.

Les autorités nigérianes s'interrogent sur la motivation des assaillants. Le journaliste Ali Kabré déclare : 

« Les gens ont du mal à comprendre cette violence inutile, inutile parce que ce sont des enfants qui sont tués, ce sont des innocents qui sont tués, ce sont des églises brulées, ce sont des mosquées brulées et attaquées. Finalement, on ne sait pas quel est le but et on est dans une situation où les gens sont un peu révoltés parce qu'ici ce n'est même pas seulement les musulmans qui sont épargnés, ce ne sont pas seulement les chrétiens qui sont attaqués. Tout le monde est victime de ce groupe-là qui dit se battre pour mettre fin à l'impact de l'éducation occidentale au Nigeria. »

Presque toutes les victimes de la tuerie sont musulmanes. Ce massacre est également comparé à celui de Mamudo. Boko Haram, là aussi accusé, avait nié être impliqué dans l'attaque mais avait néanmoins apporté son soutien par la voix de son chef, Abubakar Shekau, lequel condamnait « l'éducation occidentale » enseignée dans les établissements scolaires.  